# (5316) Филатов
(5316) Филатов (лат. Filatov) — типичный астероид главного пояса, открыт 21 октября 1982 года советским астрономом Людмилой Карачкиной в Крымской астрофизической обсерватории и 1 сентября 1993 года назван в честь академика Владимира Филатова.

## Обнаружение и именование
(5316) Филатов
Открыт 21 октября 1982 года в Научном Л. Г. Карачкиной.
Назван в честь известного офтальмолога и хирурга Владимира Петровича Филатова (1875—1956).
Оригинальный текст (англ.)5316 Filatov
Discovered 1982-10-21 by Karachkina, L. G. at Nauchnyj.
Named for the well-known ophthalmologist and surgeon Vladimir Petrovich Filatov (1875—1956).
Источники: DISCOVERY.DB; M.P.C. 22508.

## Орбита

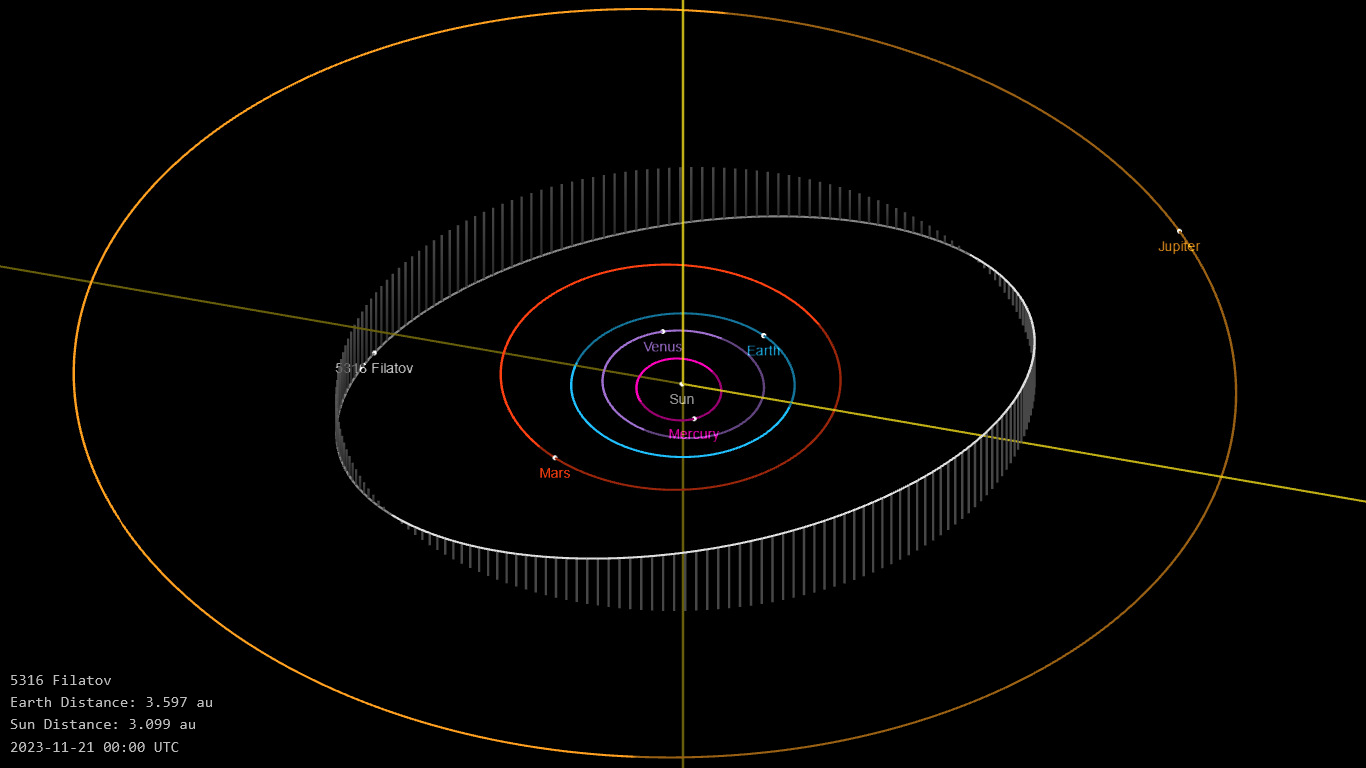
Орбита астероида Филатов и его положение в Солнечной системе

## Физические характеристики
Астероид относится к таксономическому классу C.
По результатам наблюдений в инфракрасном диапазоне орбитальной обсерватории IRAS и спутника Akari и наблюдений в видимом и ближнем инфракрасном диапазоне космического телескопа NEOWISE диаметр астероида сначала оценивался равным 32,62±3 км, позже — 27,86±0,75 км, 45,69±0,51 км, 32,37±9,05 км, 45,693±0,511 км, 40,800±16,26 км и 41,73±11,46 км. Согласно тем же источникам альбедо оценивается как 0,0417±0,009, 0,058±0,003, 0,019±0,003,
0,03±0,02, 0,0222±0,0366 и 0,022±0,016.